# Matheronodon
Matheronodon ("Matheronův zub") byl rod středně velkého býložravého ptakopánvého dinosaura, žijícího v období svrchní křídy (geologický stupeň kampán, před 74 až 72 miliony let) na území západní Evropy (dnešní Francie (Aix-en-Provence). Pravděpodobně se jednalo o rabdodontomorfního rabdodontidního iguanodonta (býložravého ornitopodního dinosaura).

## Objev a popis

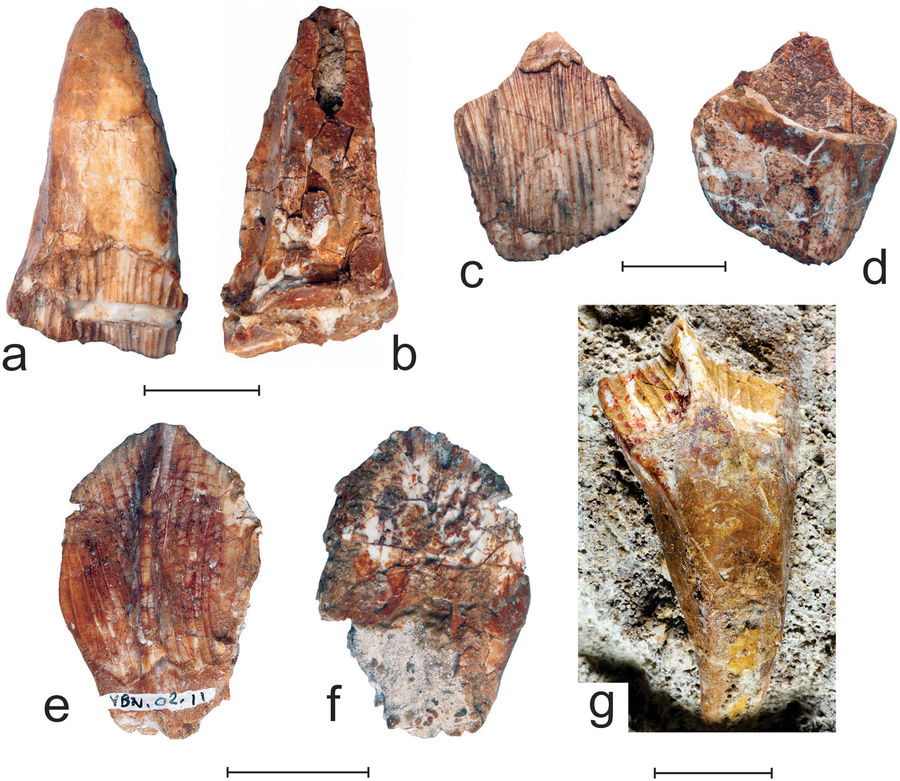
Matheronodon - fosilní zuby.

Fosilie tohoto ornitopoda byly objeveny roku 1992, k jejich formálnímu vědeckému popisu došlo až roku 2017. Dinosaurus byl dlouhý asi 5 metrů a jeho nejvíce nápadným znakem byla malá početnost velmi robustních maxilárních zubů.
Rodové jméno tohoto ornitopoda je poctou francouzskému paleontologovi a geologovi 19. století Philippu Matheronovi.